# Chronologie de la guerre d'Espagne
 (octobre 2023).
La chronologie de la guerre d'Espagne détaille les événements notables de la guerre d'Espagne, également appelée guerre civile espagnole. Ce conflit oppose du 17 juillet 1936 au 1er avril 1939 en Espagne d'une part le camp des républicains, orienté à gauche et à l'extrême gauche, composé de loyalistes à l'égard du gouvernement légalement établi de la IIe République, de communistes, de marxistes et de révolutionnaires anarchistes, et d'autre part les nationalistes, les rebelles putschistes orientés à droite et à l'extrême droite et menés par le général Franco.

## 1936

Carte générale de la Guerre d'Espagne. En rose : zone républicaine. En beige : zone nationaliste.

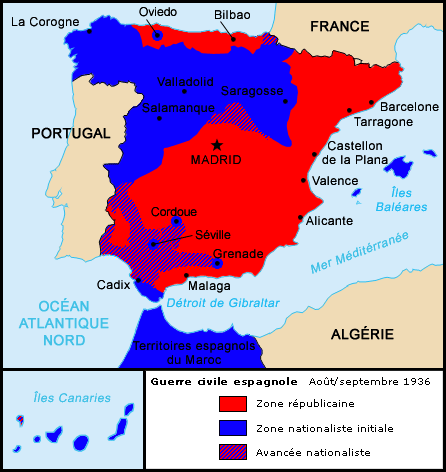
Situation en août/septembre 1936.

- 16 février : Victoire électorale du Frente Popular.
- 12 juillet : assassinat de José del Castillo Sáenz de Tejada; les conjurés prêtent serment à Ketama (Maroc)
- 13 juillet : assassinat de José Calvo Sotelo
- 14 juillet : le général Franco se rallie à la conspiration
- 16 juillet : mort (accidentelle ?) du général Amado Balmes à Las Palmas de Grande Canarie
- 17 juillet et 18 juillet
  - Putsch militaire, mené par Franco, Mola et Queipo de Llano ; ils contrôlent l'armée d'Afrique au Maroc espagnol, Séville, Cadix, Cordoue, Algésiras, Pampelune, Valladolid, Burgos.
  - Le président du conseil des ministres, Santiago Casares Quiroga, démissionne.
  - Révolution sociale espagnole de 1936
  - Franco assiste aux obsèques du général Amado Balmes
- 18 juillet-19 juillet : Diego Martínez Barrio, président du conseil des ministres, tente de trouver un compromis avec Emilio Mola
- 19 juillet
  - Les putschistes sont rejoints par les garnisons de Salamanque, Ségovie, Cáceres, Oviedo, Saragosse et de la Galice
  - Le Dragon Rapide dépose le général Franco à Tétouan, capitale du Protectorat espagnol au Maroc
  - Début du siège d'Oviedo
  - Début du siège de Gijón
  - José Giral est nommé président du conseil des ministres
- 19 juillet-27 juillet : Siège de la caserne de Loyola à Saint-Sébastien
- 20 juillet
  - Échec du soulèvement nationaliste à Madrid et à Barcelone.
  - Mort dans un accident d'avion du général José Sanjurjo, organisateur du putsch.
  - Mort de l'anarchiste Francisco Ascaso à Barcelone
- 20 juillet-26 septembre : Campagne du Guipuscoa
- 21 juillet : début du siège de l'alcazar de Tolède
- 22 juillet : Luis Cuenca Estevas, l'assassin de José Calvo Sotelo, meurt au combat à Somosierra[1],[2],[3]
- 23 juillet : Installation de la junte nationaliste espagnole à Burgos; annulation des Olympiades populaires à Barcelone, prévues du 19 au 26 juillet[4]
- 24 juillet : Début de l'aide de la France aux Républicains espagnols; mort au combat d'Onésimo Redondo, l'un des fondateurs de la Juntas de Ofensiva Nacional-Sindicalista; exécution sommaire du général de division Miguel Núñez de Prado à Pampelune
- après le28 juillet : mort du colonel républicain Augusto Pérez Garmendia d'une gangrène non traitée
- 30 juillet : Arrivée en Espagne des premiers avions italiens et allemands qui participeront au transport des troupes nationalistes au-dessus du détroit de Gibraltar depuis le Maroc.
- 3 août-28 août : Campagne d'Estrémadure

- 4 août : Avance de l'armée d'Afrique partie de Séville

- 4 août : exécution de Ricardo de la Puente Bahamonde, cousin du général Franco
- 4 août: exécution du contre-amiral Antonio Azarola à Ferrol par les nationalistes
- 5 août : assassinat de l'évêque de Lérida Salvi Huix i Miralpeix[5]
- 6 août : assassinat de l'ancien Procureur général de l'État Marcelino Valentín Gamazo avec trois de ses fils, Jose Antonio, Javier et Luis, âgés respectivement de 21, 20 et 17 ans par des milices républicaines[6]; exécution de l'anarchiste Ramón Acín Aquilué et de sa compagne la pianiste Concha Monrás, à Huesca[7]
- 7 août-15 août : Bataille d'Almendralejo
- 7 août-15 octobre : Bataille de Sigüenza

- 8 août : La France ferme ses frontières avec l'Espagne; assassinat de l'évêque de Cuenca Cruz Laplana y Laguna[8]
- 9 août : assassinat de l'évêque Florentino Asensio Barroso à Barbastro[9] et de l'évêque de Segorbe Miguel de los Santos Serra y Sucarrats[10]
- 12 août : exécution des généraux Manuel Goded et Álvaro Fernández Burriel à Barcelone par les républicains; assassinat de l'archevêque de Tarragone Manuel Borrás Ferré[11],[12],[13] et de l'évêque de Jaén Manuel Basulto Jiménez[14]
- 13 août : assassinat du maire d'Arbeca Mariano Mullerat i Soldevila par des miliciens républicains
- 14 août : Le colonel Juan Yagüe prend Badajoz, opérant ainsi la jonction entre les zones nationalistes du Nord et du Sud.
- 14 août-15 août : Massacre de Badajoz

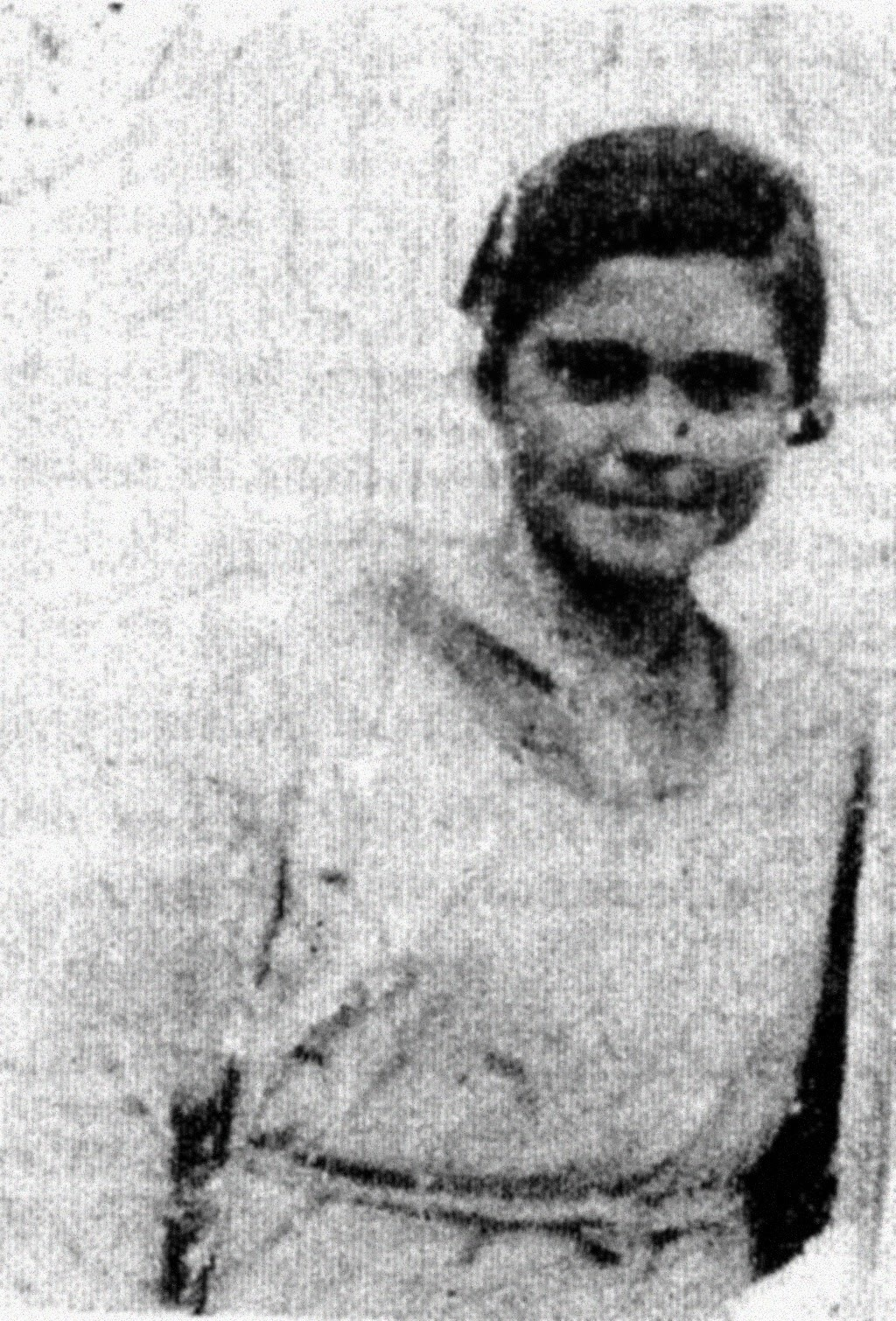
La jeune Maravillas Lamberto, violée et exécutée en août 1936 en Navarre.

- 15 août : assassinat de l'adolescente Maravillas Lamberto en Navarre, violée sous les yeux de son père, dont le martyre demeure le symbole de la Terreur blanche contre les femmes[15].
- 16 août : Débarquement républicain à Majorque. Ce sera un échec, consommé le 12 septembre 1936, offrant une base d'opérations notamment aériennes aux nationalistes; exécutions du général Miguel Campins et du maire déchu de Grenade Manuel Fernández Montesinos par les nationalistes
- 16 août : fin du siège de Gijón; les républicains reprennent la ville et exécutent les survivants

- 17 août : exécution du général Joaquín Fanjul par les républicains à Madrid; assassinat et lynchage du général Eduardo López de Ochoa par des miliciens à Madrid; exécution du journaliste français Guy de Traversay à Majorque
- 17 août-3 septembre : Campagne du Tage
- 18 - 19 août : Federico Garcia Lorca et Dióscoro Galindo González sont fusillés à Grenade, avec le matador Joaquín Arcollas Cabezas et le banderillero Francisco Galadí Melgar
- 19 août : exécution du lieutenant-général Leopoldo Saro Marín à Madrid par les milices républicaines[16]
- 19 août-22 août : Offensive de Cordoue
- 19 août-5 septembre : Bataille d'Irun
- 22 août : exécution de Melquíades Álvarez par des anarchistes à Madrid; exécution de José María Hinojosa et de 50 autres prisonniers à Malaga
- 22 août-23 août : massacre de la prison Modèle (en) à Madrid dans lequel entre 28 et 30 personnes furent assassinées par les miliciens anarchistes, dont l'aviateur Julio Ruiz de Alda, l'ancien ministre Ramon Álvarez, le médecin et homme politique José María Albiñana, l'ancien ministre et député Manuel Rico, l'ancien député et ministre José Martínez de Velasco, le général Osvaldo Capaz, le général Rafael Villegas, le capitaine Fernando Primo de Rivera y Sáenz de Heredia (frère de José Antonio Primo de Rivera), etc.
- 24 août : exécution de María Silva Cruz à Cadix; mort de la syndicaliste Elisa García Sáez dans un bombardement nationaliste à Sariñena ; assassinat de la pédagogue Aurelia Gutiérrez-Cueto Blanchard à Valladolid par les nationalistes
- 25 août : mort au combat de la britannique Felicia Browne à Tardienta
- 28 août : Bataille du Monte Pelado; mort au combat du brigadiste Mario Angeloni
- 28 août-29 août : les miliciens de Castelló de la Plana pénètrent à bord du navire-prison Isla de Menorca, en sortent 56 détenus et les massacrent dans le port (voir sacas de presos)
- 29 août : exécution du général Manuel Romerales Quintero à Melilla par les nationalistes
- 30 août : assassinat de l'évêque de Guadix Manuel Medina Olmos en compagnie de seize autres personnes, prêtres et laïcs

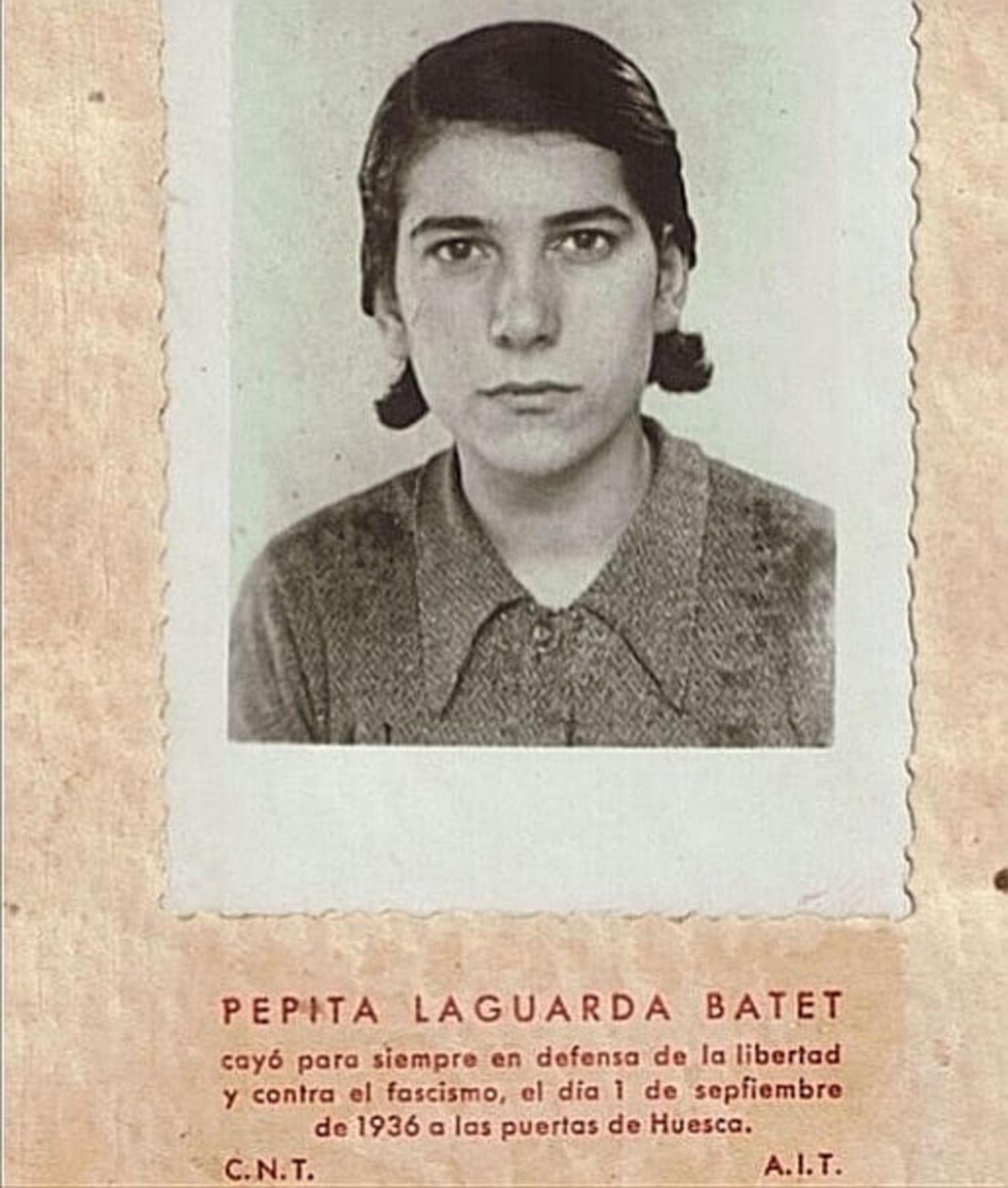
Affiche de Solidaridad Obrera annonçant la mort de la jeune milicienne Pepita Laguarda Batet, septembre 1936.

- Affiche de Solidaridad Obrera annonçant la mort de la jeune milicienne Pepita Laguarda Batet, septembre 1936.31 août : exécution à Madrid du général Joaquín Milans del Bosch par les milices républicaines; assassinat de l'évêque de Almería Diego Ventaja Milán[17],[18].
- 1er septembre : exécution de l'anarchiste Isaac Puente Amestoy à Pancorbo; exécution de la journaliste française Renée Lafont à Cordoue; décès de Pepita Laguarda Batet en Aragon, première femme morte sur le front[19].
- 3 septembre : Bataille de Talavera de la Reina
- 4 septembre : Prise d'Irun par les nationalistes.
- 5 septembre : Largo Caballero devient président du conseil des ministres; date supposée de la prise de la photo Mort d'un soldat républicain par Robert Capa
- 6 septembre : exécution de Víctor Pradera par les miliciens anarchistes à Saint-Sébastien; Léon Blum propose la non-intervention en Espagne (voir Non-intervention (guerre d'Espagne))
- 7 septembre : exécution de María Domínguez par les nationalistes à Fuendejalón
- 9 septembre : Conférence de Londres sur la non-intervention en Espagne et création du Comité international pour la non-intervention
- 13 septembre-14 septembre : massacre de la prison provinciale de Castelló de la Plana (voir sacas de presos)
- 14 septembre : suicide de la milicienne Lina Òdena à Grenade; assasinat de Raoul Villain qui avait tué Jean Jaurès en 1914 à Ibiza
- 25 septembre : massacre à Bilbao à bord des navires-prison Altuna-Mendi et Cabo Quilates : 70 morts (voir sacas de presos)
- 27 septembre : l'armée nationaliste atteint Tolède et met fin au siège de l'Alcazar par les républicains où le colonel José Moscardó s'était retranché depuis le 22 juillet.
- 29 septembre : exécution du peintre Alfonso Ponce de León à Madrid par les républicains; mort au combat du colonel Alfonso Beorlegui; Bataille du cap Spartel
- En septembre : Le Komintern approuve la création des Brigades internationales en Espagne.
- 1er octobre
  - Le général Francisco Franco est nommé par la junte de Burgos comme chef du gouvernement national.
  - Le Pays basque vote son autonomie.
- 2 octobre : nouveau massacre à bord du Cabo Quilates à Bilbao : 38 morts (voir sacas de presos)
- 6 octobre : création du Conseil régional de défense d'Aragon
- 13 octobre : exécution à Alicante de neuf officiers rebelles par les autorités républicaines, dont le général José García-Aldave Mancebo
- 16 octobre : fin du siège d'Oviedo
- 22 octobre : Autorisation par le gouvernement républicain de la création des Brigades internationales.
- 29 octobre : exécution à Madrid par les milices républicaines de l'écrivain Ramiro de Maeztu; exécution le même jour de l'intellectuel phalangiste Ramiro Ledesma Ramos
- 29 octobre : Bataille de Seseña
- 31 octobre : le colonel républicain Ildefonso Puigdengolas est assassiné par ses propres hommes en tentant d'arrêter des désertions à Parla[20]
- 4 novembre : entrée de la CNT dans le gouvernement Caballero.
- 7 novembre : Début de l'offensive nationaliste sur Madrid
- 7 novembre : Mort du général Ángel Rodríguez del Barrio, impliqué dans le coup d'état, à Madrid d'un cancer terminal
- 7 novembre-3 décembre : Massacres de Paracuellos, parmi les victimes se trouve le peintre Álvaro Alcalá Galiano y Vildósola
- 9 novembre . exécution par les nationalistes du général Enrique Salcedo Molinuevo à Ferrol
- 15 novembre-23 novembre : Bataille de la Cité universitaire de Madrid
- 18 novembre : Reconnaissance officielle du gouvernement nationaliste par l'Italie et l'Allemagne
- 19 novembre ou20 novembre : mort de Buenaventura Durruti à Madrid
- 20 novembre : exécution de José Antonio Primo de Rivera
- 23 novembre : Fin de la bataille de Madrid, Franco renonce à attaquer Madrid de front, l'offensive nationaliste a échoué.
- 29 novembre : début de la Bataille de la route de La Corogne
- 30 novembre-24 décembre : Offensive de Villareal
- 3 décembre : assassinat de l'évêque de Barcelone Manuel Irurita Almándoz[21]
- 17 décembre : La Pravda annonce qu'en Catalogne, le « nettoyage des trotskystes et des anarcho-syndicalistes a déjà commencé » : les communistes fidèles à Staline exercent une féroce répression contre leurs adversaires communistes libertaires ou anarchistes.
- 27 décembre-29 décembre : Bataille de Lopera
- 1er décembre : mort du brigadiste allemand Hans Beimler
- 8 décembre : l'avion Potez 540 qui transporte le docteur Georges Henny, délégué du Comité international de la Croix-Rouge, et le consul norvégien Felix Schlayer est abattu, ce qui cause la mort du journaliste français Louis Delaprée[22]
- 30 décembre : mort au combat de Algabeño hijo, fils du matador El Algabeño

## 1937

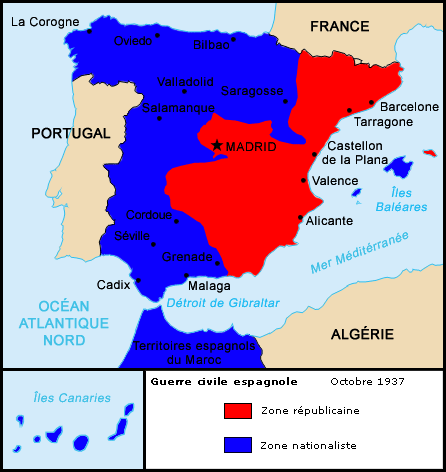
Situation en octobre 1937.

Au cours de l'année : disparition de José Robles Pazos et Pepita Inglés.
- 4 janvier : massacre de la prison de Bilbao : 209 morts (voir sacas de presos)
- 5 janvier : exécution des Roges des Molinar, groupe de cinq femmes communistes à Porreres, à Majorque, dont Aurora Picornell, Catalina Flaquer et ses filles.
- 15 janvier : fin de la Bataille de la route de La Corogne
- janvier : exécution du brigadiste français Gaston Delasalle
- 6 février-28 février : Échec d'une nouvelle offensive franquiste sur Madrid, lors de la bataille du Jarama.
- 3 février-8 février : Prise de Malaga par le corps expéditionnaire italien.
- 17 février : l'ambassadeur soviétique auprès de la Seconde République espagnole Marcel Rosenberg est rappelé et remplacé par Leonid Gaikis[23]
- 18 février : exécution du général Domènec Batet i Mestres par les nationalistes
- 8 mars-23 mars : Bataille de Guadalajara, défense des forces italiennes dans le secteur de Madrid (8-18 mars 1937).
- 18 mars : Les nationalistes encerclés à Guadalajara.
- 19 mars : Le général Emilio Mola déclenche son offensive dans le Nord.
- 31 mars : Bombardement de Durango, au Pays Basque par l'aviation italienne : 336 civils tués
- 1er avril : Bombardement de Jaén
- 19 avril : fusion des carlistes, de la Juntas de Ofensiva Nacional-Sindicalista et de la Phalange espagnole dans la Falange Española Tradicionalista y de las Juntas de Ofensiva Nacional Sindicalista dans la zone nationale
- 26 avril : Bombardement de Guernica, au Pays basque espagnol, par l'aviation allemande de la légion Condor : 1 500 civils sont tués (bilan controversé).
- 30 avril : le cuirassé Alfonso XIII aux mains des nationalistes coule après avoir heurté une mine marine près de Santander
- 3 mai-8 mai: Écrasement des insurgés anarchistes et marxistes de Barcelone par l'État républicain, le Komintern et le Parti communiste espagnol, opposés à toute révolution prolétarienne au nom du front populaire antifasciste. Passivité et collaboration des anarchistes du gouvernement, défaitisme des dirigeants du POUM. (voir Journées de mai 1937 à Barcelone)
- 6 mai : assassinat à Barcelone des brigadistes Camillo Berneri et Francesco Barbieri
- 17 mai : Formation du gouvernement Negrín en zone républicaine.
- 31 mai : Bombardement d'Almería par le croiseur allemand Admiral Scheer
- 3 juin : Mort du général nationaliste Emilio Mola dans un accident d'avion.
- 9 juin : assassinat de Carlo Rosselli et Sabatino Rosselli à Bagnoles-de-l'Orne
- 11 juin : mort au combat du général hongrois Máté Zalka à Huesca
- 12 juin-19 juin : Offensive de Huesca
- 16 juin-17 juin : Mise hors-la-loi du POUM en zone républicaine et arrestation de ses principaux dirigeants.
- 19 juin : Chute de Bilbao devant l'armée nationaliste.
- 20 juin : assassinat du secrétaire général du Parti ouvrier d'unification marxiste Andreu Nin par le NKVD à Alcalá de Henares
- Juin : le général soviétique Iakov Smouchkevitch, alias le général Douglas, est rappelé en Union Soviétique avec le titre de Héros de l'Union soviétique; le général soviétique Dmitri Pavlov, alias Pablo, est rappelé en Union Soviétique, avec le titre de Héros de l'Union soviétique
- 5 juillet-26 juillet : L'armée républicaine tente une opération de diversion lors de la bataille de Brunete, près de Madrid

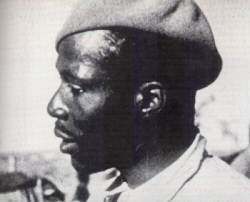
Oliver Law, soldat américain mort sur le front de la bataille de Brunete.

- 9 juillet ou10 juillet : mort au combat du brigadiste afro-américain Oliver Law
- 16 juillet : mort du brigadiste britannique George Montague Nathan à Brunete
- 18 juillet : mort du brigadiste anglais Julian Bell dans le palais de l'Escurial
- 19 juillet : mort du militant communiste Nino Nanetti, général dans l'Armée populaire de la République espagnole
- 26 juillet : mort de la correspondante de guerre Gerda Taro écrasée par un char républicain
- En août, des unités militaires communistes mettent fin à la collectivisation des terres en Aragon, organisée depuis presque un an par le Conseil régional de défense d'Aragon
- 10 août : dissolution du Conseil régional de défense d'Aragon
- 14 août-1er septembre : Bataille de Santander
- 19 août : mort au combat du joueur de football Rafael Rodríguez Rapún, compagnon de Federico García Lorca
- 21 août : Leon Gaikis, ancien ambassadeur soviétique, successeur de Marcel Rosenberg est exécuté à Moscou[24]
- 23 août-7 septembre : Offensive de Saragosse
- 24 août-27 septembre : Seconde opération de diversion des républicains lors de la bataille de Belchite, en Aragon.
- septembre : Mikhaïl Koltsov est rappelé à Moscou
- 7 septembre : Bataille du cap Cherchell
- 21 octobre : Les franquistes achèvent la conquête des enclaves républicaines de la zone atlantique. Chute de Gijón et fin de la guerre dans le Nord
- 28 octobre : Le gouvernement républicain est transféré à Barcelone
- 6 novembre-8 novembre : exécution d'un groupe de 17 femmes républicaines à Guillena, connu sous le nom de 17 Roses de Guillena
- 9 novembre : exécution d'un groupe de 14 prisonniers républicains à Gijón, dont Anita Orejas
- 5 décembre : Offensive républicaine à Teruel et début de la bataille de Teruel.
- 11 décembre : mort du secrétaire général de la Confédération nationale du travail Ángel Pestaña
- 19 décembre : Les républicains reprennent Teruel.

## 1938

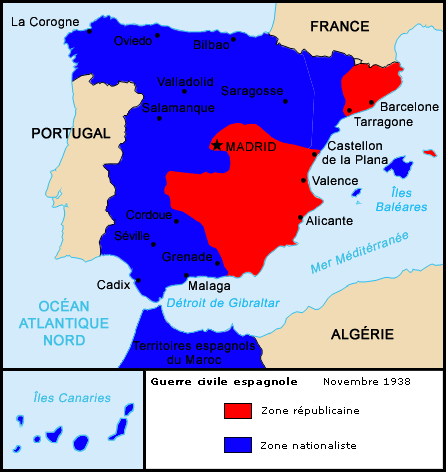
Situation en novembre 1938.

au cours de l'année : exécution du colonel républicain José María Enciso Madolell
- 8 janvier : Prise de Teruel par les républicains.
- 1er février : Franco forme son premier gouvernement.
- 5 février : exécution au lacet étrangleur de Ana París García à Séville
- 8 février-10 février : exécution à Moscou de Vladimir Antonov-Ovseïenko, ancien consul général soviétique à Barcelone rappelé en Urss en août 1937
- 17 février : mort à Moscou de Abram Sloutski, supérieure d'Alexandre Orlov
- 22 février : Reprise de Teruel par les franquistes
- 5 mars : Marcel Rosenberg, ancien ambassadeur soviétique en Espagne rappelé en février 1937, est exécuté à Moscou[25]
- 5 mars-6 mars : Bataille du cap de Palos, plus important combat navale de la guerre; le croiseur Baleares est coulé dans la nuit du 6 mars, entrainant la mort de 727 à 785 marins, dont le contre-amiral Manuel Vierna Belando
- 7 mars-19 avril : Offensive d'Aragon
- 13 mars : La France rouvre ses frontières au transit d'armes vers la zone républicaine
- 16 mars-19 mars : Les Italiens bombardent Barcelone, fief des républicains espagnols (voir bombardements de Barcelone).
- 25 mars-24 juillet : Offensive du Levant
- 2 avril : mort de Robert Hale Merriman à Corbera d'Ebre
- 4 avril : début de la bataille du Sègre
- 5 avril : Le ministre socialiste Indalecio Prieto quitte le ministère de la défense sans avoir pu endiguer l'influence communiste et soviétique dans l'armée
- 9 avril : exécution de l'homme politique démocrate-chrétien Manuel Carrasco i Formiguera à Burgos par les nationalistes
- 14 avril : début de la bataille de la Poche de Bielsa
- 15 avril : Les forces franquistes atteignent la Méditerranée et coupent l'Espagne républicaine en deux (offensive du Levant).
- 14 mai : mort à Malaga du général Miguel Cabanellas d'une congestion cérébrale
- En juin, la France ferme à nouveau ses frontières avec l'Espagne républicaine.
- 15 juin : fin de la bataille de la Poche de Bielsa
- 20 juin : le général soviétique Vladimir Efimovich Gorev est exécuté à Moscou[26]
- 24 juillet : Dernière grande offensive républicaine, sur l'Ebre.
- 28 juillet : mort au combat du brigadiste anglais Lewis Clive à Gandesa
- 29 juillet : exécution à Moscou de Ian Berzine, « conseiller militaire » de l'Espagne républicaine
- Août : Nouvelle crise politique républicaine: le troisième gouvernement Negrin.
- Octobre : Retrait des Brigades internationales; Manfred Stern, alias Emilio Kleber, est rappelé à Moscou
- 28 octobre : mort dans un accident d'hydravion de Ramón Franco, frère du général Francisco Franco
- 30 octobre : Contre-offensive franquiste sur l'Ebre.
- 7 novembre : Bombardement de Cabra
- 16 novembre : Les républicains repoussés sur l'autre rive de l'Ebre.
- 23 décembre : Début de la campagne franquiste en Catalogne.

## 1939

Situation militaire en février 1939. En beige : zone nationaliste. En rose : zone républicaine.

- au cours de l'année : exécution à Moscou du brigadiste hongrois János Gálicz
- 3 janvier : victoire nationaliste à la bataille du Sègre
- 15 janvier : La France autorise à nouveau le transit d'armes vers la république espagnole.
- 26 janvier : Chute de Barcelone, la Catalogne tombe aux mains des troupes franquistes, tandis que 450 000 réfugiés espagnols entrent en France où ils sont internés dans des camps (Retirada).
- 28 janvier-29 janvier : Bombardements de La Garriga
- 5 février-10 février : Achèvement de l'occupation de la Catalogne par les franquistes
- 7 février : exécution sommaire du colonel Domingo Rey d'Harcourt et de l'évêque de Teruel, Anselmo Polanco Fontecha
- 9 février : Prise de Minorque par les franquistes. L'ensemble de l'archipel des Baléares est aux mains des nationalistes.
- 12 février : Bombardement de Játiva
- 22 février : mort en exil à Collioure de l'intellectuel républicain Antonio Machado
- 25 février : Le Gouvernement français et le Gouvernement nationaliste Espagnol signent secrètement les accords Bérard-Jordana.
- 27 février : La France et le Royaume-Uni reconnaissent Franco.
- 27 février : Démission de Manuel Azaña depuis Collonges-sous-Salève où il s'était réfugié
- 2 mars : le maréchal Philippe Pétain est nommé ambassadeur de France auprès du nouveau régime par le gouvernement de la Troisième République
- 5 mars : Putsch intra-républicain du colonel Segismundo Casado (qui souhaitait négocier avec Franco) à Madrid (5-10 mars); création du Conseil national de défense
- 6 mars : Fuite du président Negrin et des principaux dirigeants républicains espagnols, ainsi que des conseillers soviétiques
- 15 mars : exécution du général Luis Barceló Jover et du commissaire politique José Conesa par le Conseil national de défense
- 17 mars : signature du Pacte Ibérique avec le Portugal
- 24 mars : le maréchal Pétain présente ses lettres de créance à Ramón Serrano Súñer au nom du gouvernement français
- 26 mars : Début de la reddition de l'armée républicaine (voir Offensive finale de la guerre d'Espagne).
- 26 mars : Avance finale des troupes franquistes : reddition des armées républicaines, chute de Madrid.
- 27 mars : L'Espagne franquiste adhère au pacte anti-Komintern
- 28 mars : Dissolution du Conseil national de défense; entrée des troupes nationalistes dans Madrid; début du voyage de l'exil républicain du Stanbrook, d'Alicante à Oran, commandé par le capitaine britannique Archibald Dickson
- 1er avril : Franco fait diffuser depuis Burgos l'« último parte », communiqué de victoire déclarant que les armées nationalistes ont atteint tous leurs objectifs militaires et que la guerre est terminée.
- 18 avril : exécution de Carme Claramunt au camp de la Bota
- 19 avril : exécution à Moscou de Vladimir Ćopić, commandant de la 15e Brigade internationale
- 22 avril : exécution du général républicain José Aranguren Roldán à Barcelone[27]
- 19 mai : grand défilé de la Victoire à Madrid[28]
- 20 mai : messe d'action de grâçe célébré par le cardinal Isidro Gomá y Tomás
- 9 juillet : exécution d'Alphonse Laurencic, inventeur de la checa de Barcelone[29]
- 15 juillet : exécution du colonel Antonio Ortega Gutiérrez, ancien directeur de la Dirección General de Seguridad, sous la Seconde République
- 21 juillet : exécution du général républicain Ricardo Burillo
- 27 juillet : attentat contre la voiture du commandant Isaac Galbaron dans les environs de Talavera de la Reina, dans lequel celui-ci, sa fille Pilar et son chauffeur José Luiz Diez trouvent la mort[30]
- 5 août : exécution à Madrid d'un groupe de 65 prisonniers, parmi lesquels se trouvaient les treize jeunes filles connues sous le nom de Les Treize Roses
- 19 octobre : début du voyage de l'exil républicain sur le Massilia, de La Rochelle à Buenos Aires
- 15 novembre : exécution de 27 prisonniers républicains devant le cimetière municipal d'Alicante, dont Etelvino Vega

## 1940
- 2 février : exécution à Moscou de Mikhaïl Koltsov
- 4 février : exécution à Moscou de Nikolaï Iejov
- 8 février : exécution du général républicain Antonio Escobar Huerta à Barcelone
- 5 juillet : suicide de Carl Einstein à Pau
- 21 août : assassinat de Léon Trotski à Mexico
- 29 août : mort de la correspondante de guerre norvégienne Gerda Grepp
- 27 septembre : mort en prison de Julián Besteiro
- 15 octobre : exécution à Barcelone de Lluís Companys
- 23 octobre : Entrevue d'Hendaye[31]
- 3 novembre : mort en exil de Manuel Azaña
- 9 novembre : exécution à Madrid de Julián Zugazagoitia

## 1942
- 24 juillet : exécution de Joan Peiró
- 2 octobre : exécution de Heriberto Quiñones